# Алехандра Кіснерос
Алехандра Кіснерос (ісп. Alejandra Cisneros; нар. 18 квітня 1995) — колишня мексиканська тенісистка.
Найвищу одиночну позицію світового рейтингу — 753 місце досягла 20 жовтня 2014, парну — 891 місце — 29 квітня 2013 року.

## Фінали ITF

### Парний розряд: 1 (0–1)
| Легенда          |
| ---------------- |
| турніри $100,000 |
| турніри $75,000  |
| турніри $50,000  |
| турніри $25,000  |
| турніри $10,000  |

| Фінали за покриттям |
| ------------------- |
| Тверде (0–1)        |
| Ґрунт (0–0)         |
| Трава (0–0)         |
| Килим (0–0)         |

| Результат | Дата           | Турнір                | Покриття | Партнерка         | Суперниці                 | Рахунок     |
| --------- | -------------- | --------------------- | -------- | ----------------- | ------------------------- | ----------- |
| Поразка   | 28 жовтня 2012 | ITF Вікторія, Мексика | Тверде   | Вікторія Родрігес | Каміла Фуентес Блер Шенкл | 6–7(4), 1–6 |